# Jorrit Oosten
Jorrit Oosten (Enschede, 15 maart 1988) is een Nederlands voormalig shorttracker en fotomodel.

## Carrière
In 2006 behaalde Oosten brons op de 2000 meter aflossing met het Nederlands aflossingsteam tijdens het WK Junioren in Miercurea Ciuc. Tijdens het seizoen 2005/2006 werd hij derde in het eindklassement van de Nationale Competitie.
In december 2006 werd hij geselecteerd om namens Nederland deel te nemen aan de ISU wereldbekerwedstrijden in Montreal en Saquenay.
In 2012 stopte hij met topshorttrack.

## Persoonlijke records
| Afstand    | Tijd     | Datum    | Baan       | Land |
| ---------- | -------- | -------- | ---------- | ---- |
| 500 meter  | 43,954   | 16-12-05 | Dresden    | GER  |
| 1000 meter | 1.30,919 | 12-03-06 | Heerenveen | NED  |
| 1500 meter | 2.21,920 | 04-12-05 | Heerenveen | NED  |
| 3000 meter | 5.53,991 | 12-03-06 | Heerenveen | NED  |